# Przytulia leśna
Przytulia leśna (Galium sylvaticum L.) – gatunek rośliny wieloletniej z rodziny marzanowatych. Występuje w środkowej Europie na obszarze od Francji na zachodzie do Polski na wschodzie, od Niemiec i Polski na północy po Włochy, Albanię i Bułgarię na południu. W Polsce rośnie w zachodniej połowie kraju. 

## Morfologia

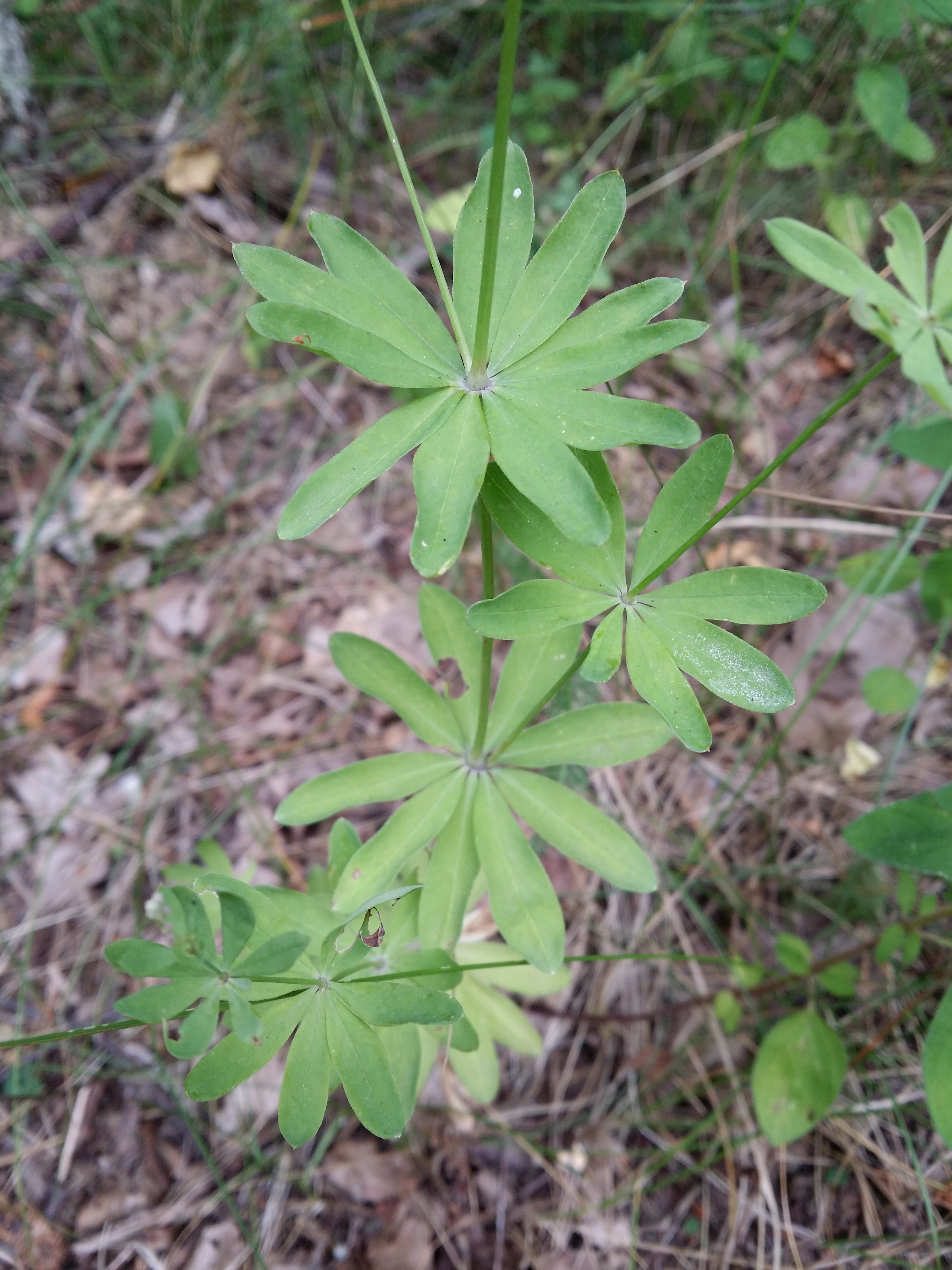
Liście

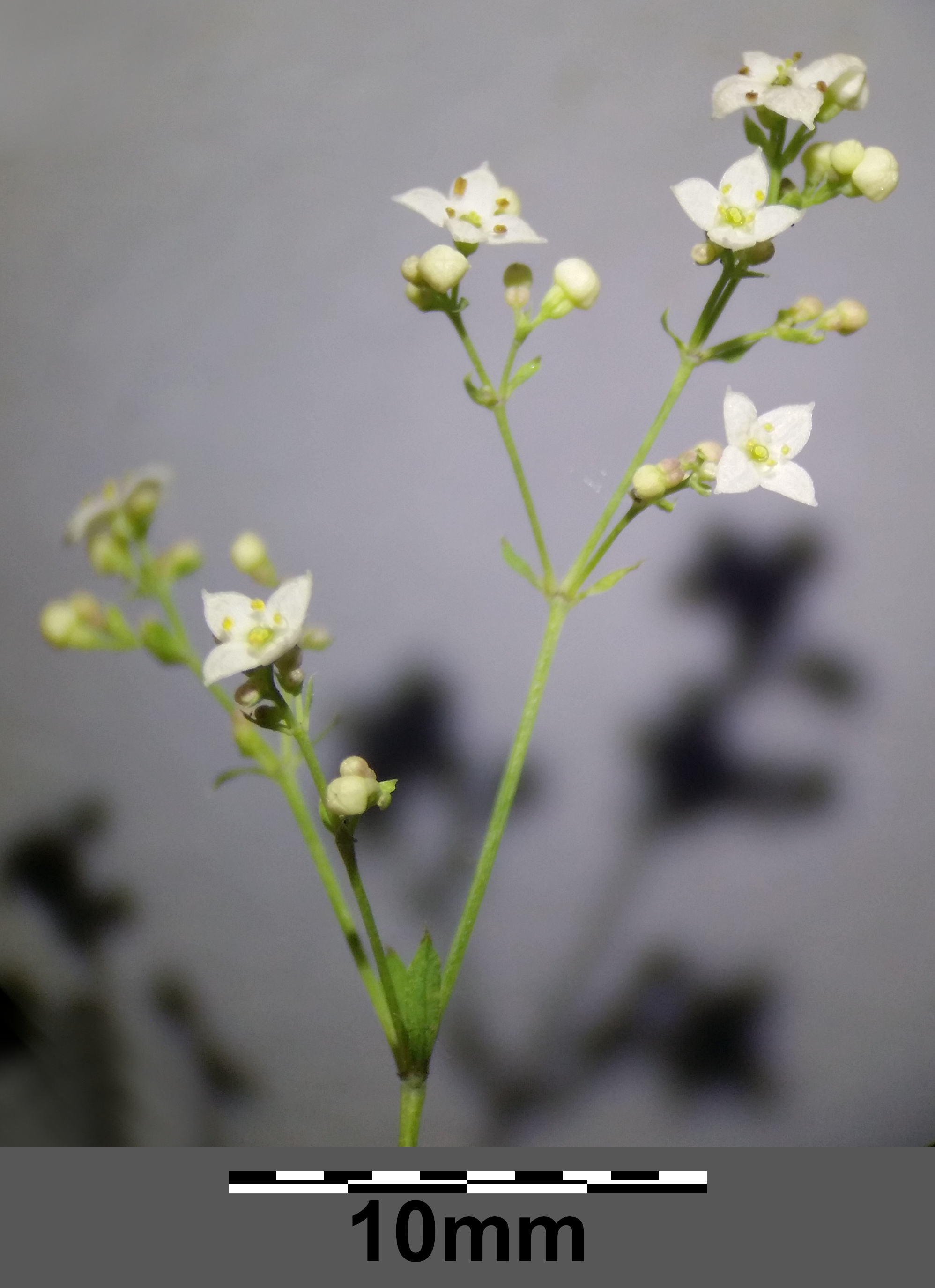
Kwiatostan

ŁodygaWzniesiona prosto, do wysokości 80 (100) cm. W górze obła, w dole słabo czterokrawędzista.
KłączeGrube ale krótkie, skręcone węzłowato, rośnie ukośnie.
LiścieWyrastają w nibyokółkach, liczących sobie po 8 listków. Liście z obu stron sinozielone, lancetowate, zakończone niewielkim ostrzem, wzdłuż krawędzi przylegająco owłosione. Osiągają do 3,5 cm długości i 1 cm szerokości.
KwiatyNa szczycie łodyg w luźnych baldachogronach. Kielich kwiatowy niepozorny, korona o średnicy 2–3 mm z 4 białymi, krótko zaostrzonymi płatkami. Słupek pojedynczy, pręciki 4.
OwocKulista rozłupnia o długości do 1,5 mm, złożona z dwóch, przylegających do siebie, drobnych rozłupek.

## Biologia i ekologia
Bylina, geofit. Kwitnienie w miesiącach lipiec-sierpień. Liczba chromosomów 2n = 22. Gatunek charakterystyczny dla związku zespołów grądowych Carpinion betuli oraz dla zespołu Galio-Carpinetum. Występuje najczęściej w grądzie środkowoeuropejskim, też w żyznych buczynach i w podgórskim łęgu jesionowym.